# Jan z Mathy
Svatý Jan z Mathy, Saint Jean de Matha, francouzský římskokatolický kněz, mnich, zakladatel řádu Nejsvětější Trojice pro vykupování otroků francouzsky:L'Ordre de La Très Sainte Trinitè pour la Rédemption des captifs, tzv. trinitářů.

## Životopis
Narodil se kolem r. 1160 v městečku Faucon du Caire v Provenci v šlechtické rodině.
Na studia poslán do Aix v Provenci, v teologických studiích pokračoval v Paříži.
Po dosažení doktorátu se nechal vysvětit na kněze.

### Životní poslání
Při své první mši 28. ledna r. 1193 nebo 1194 měl vidění anděla s červenobílým křížem na prsou v doprovodu spoutaných otroků. Zážitek chápal jako životní pokyn shůry ulehčovat těžký osud válečných zajatců. Středomoří bylo tehdy prostorem ustavičných konfliktů mezi křesťany jižní Evropy a muslimy Maghrebu.
K promýšlení svého dalšího životního programu rozhodl se pro tři roky poustevnického života v lesích Meauxského biskupství. Zde došlo k osudovému setkání s poustevníkem Felixem z Valois. Zbožný stařec Jana podpořil v jeho ušlechtilé touze a nabídl mu svou pomoc.

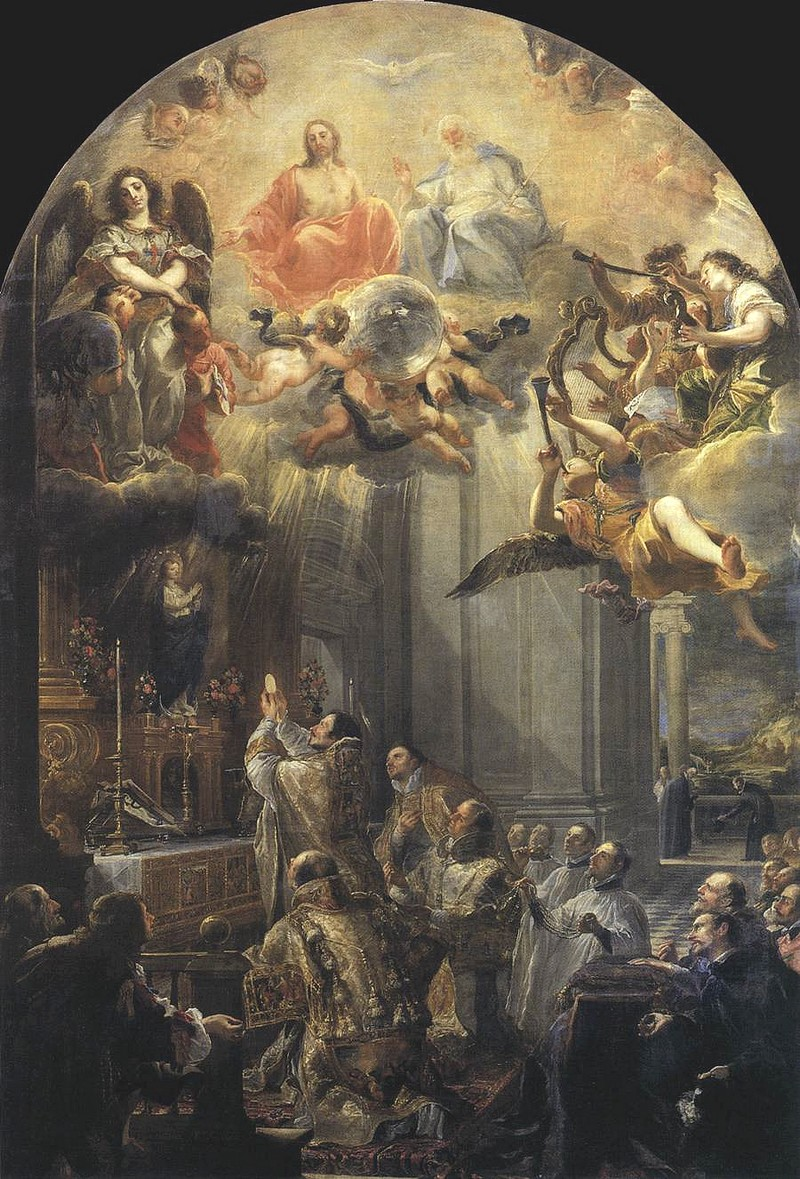
Juan Carreño de Miranda (1614–1685): sv. Jan z Mathy slouží svou první mši

### Založení řádu
Oba dospěli k myšlence založit nový řád, jehož úkolem by bylo shromažďovat prostředky na vykupování křesťanských, ale i muslimských zajatců.
Počátkem r. 1198 cestoval Jan spolu s Felixem do Říma. Papež Innocenc III., projevil o jejich úmysl zájem, poněvadž v nastávajícím křižáckém tažení se mu role nového řádu jevila jako velmi aktuální. Nařídil, aby nové řeholní společenství neslo název Řád trinitářů (Trojičníků) či Řád Nejsvětější Trojice na vykupováni křesťanských zajatců. Jan se stal jeho prvním generálním představeným.

### Naplňování poslání
Založení nového řádu povolil také francouzský král Filip II. August a jmenoval Jana dvorním teologem a duchovním rádcem.
Jan z Mathy podnikl kolem r. 1200 několik úspěšných cest do Tuniska a Maroka, aby odtud přivezl osvobozené otroky. Současně se snažil vykupoval v Evropě zajaté muslimy a vyměňoval je za otroky v Severní Africe.
Zemřel v Římě ve věku 53 let. Jeho ostatky byly v roce 1665 přemístěny z Říma do Madridu, kde jsou uloženy v kostele řádu.